# Johannes Olderman
Johannes Olderman, född 3 oktober 1660 i Stockholm, död  22 juli 1697, var en svensk teolog.
Johannes Olderman var son till handelsmannen Anders Olderman från Rostock och handelsmandottern Anna Gerdes, släkt med ätten Gerdesköld och Depken. Magister i Uppsala 1675, anträdde Cronstedt en resa till åtskilliga högskolor på kontinenten varunder han uteslutande ägnade sig åt teologiska studier och förklarades för teologie licentiat i Tübingen 1688. Han utnämndes 1692 till extra ordinarie teologie professor vid Uppsala universitet samt prost och kyrkoherde i Börje och adlades följande året jämte sina syskon med namnet Cronstedt. Själv bar han inte detta namn, som övergick till hans barn, utan bibehöll såsom präst fortfarande sitt ofrälse namn Olderman. 
Såväl inom den vetenskapliga världen som bland sina talrika lärjungar åtnjöt han ett högt anseende för lärdom. Cronstedt avled redan 1697, sedan han kort förut undfått fullmakt som ordinarie teologie professor samt prost och kyrkoherde i Danmarks prebendepastorat. 
Cronstedt gifte sig 1694 med Anna Maria Adlerberg, dotter till ärkebiskopen Olaus Svebilius och Elisabeth Gyllenadler.